# AN/TPS-59
AN/TPS-59 — мобильная 3х координатная РЛС, предназначена для обнаружения и сопровождения баллистических и аэродинамических целей различных классов.

## Описание
AN/TPS-59 разработана американской компанией Lockheed Martin.
Основной особенностью данной РЛС является применение ФАР антенны.

## Тактико Технические Характеристики
- Диапазон частот 1,0 — 2,0 ГГц (L-диапазон)
- Дальность обнаружения 7 - 740 км ( 400 миль ) ( AN/TPS-59(V)3 )
- Высота обнаружения 152 400 м ( 500 000 футов ) ( AN/TPS-59(V)3 )

## Модификации
Lockheed Martin GE-592 модификация РЛС разработанная для Корпуса морской пехоты США.

## Боевое применение
Две РЛС данного типа были развернуты во время операций Щит пустыни Несокрушимая свобода.

## Стоит на вооружении в странах
- США — морская пехота США 12
- Египет — 5
- Республика Корея

GE-592
- Бельгия — 1
- Китайская Республика — 1